# Parròquia de Kandavas
La Parròquia de Kandavas (en letó: Kandavas pagasts) és una unitat administrativa del municipi de Kandava, al nord de Letònia. Abans de la reforma territorial administrativa de l'any 2009 pertanyia al raion de Tukuma.

## Pobles, viles i assentaments
- Bebrupe
- Valdeķi
- Aizdzire
- Rūmene